# Paula Manga
Paula Vieira Manga, também conhecida como Paula Hunter (Rio de Janeiro, 7 de setembro de 1969), é uma atriz, modelo, diretora, produtora e cantora brasileira.

## Biografia
Carioca, é filha do diretor Carlos Manga e da atriz Inalda de Carvalho. Estreou na Rede Globo em 1992 na novela Deus Nos Acuda, interpretando Sabrina, ex-mulher de Igor (Cláudio Fontana) e que tornou-se vilã, por sabotar o relacionamento entre Maria Escandalosa (Cláudia Raia) e Ricardo (Edson Celulari).. 
Foi capa da Revista Sexy em agosto de 1993.. Em 2000, 7 anos após a publicação da edição, a atriz moveu um processo contra a revista, solicitando indenização por uso indevido de sua imagem. No entanto, o Superior Tribunal de Justiça não conheceu do recurso especial que Paula moveu contra a AR&T Editores Ltda., empresa responsável pela edição da publicação. Paula alegou que “ficou aguardando as fotos para sua apreciação, sem o que não se completaria o contrato para a utilização da imagem”. A editora, segundo ela, não teria cumprido o contrato. 
Morou oito anos nos Estados Unidos, e atuou como cantora country no final dos anos 90. Em 2004, participou da minissérie Um Só Coração, encarnando a personagem Gilda, uma mulher de temperamento difícil, que era obcecada por Martin, interpretado pelo ator Erik Marmo. Foi o primeiro trabalho que atuou com o pai, o diretor Carlos Manga.

## Televisão
- 2004 Um Só Coração - Gilda Arantes [6]
- 2003 Kubanacan - Ersia Crespo [7]
- 2002 Papo Irado - Orientadora vocacional de Tati
- 1999 Você Decide Episódio: Faça a Coisa Certa [8]
- 1998 Você Decide Episódio: O Doce Sabor do Sucesso
- 1998 Pecado Capital - Rose [9]
- 1992 Deus Nos Acuda - Sabrina [10]

## Discografia
- 1999 — Eu quero ser feliz — Universal/Polygram[11]

## Outros
Teve duas músicas em trilhas sonoras da Rede Globo:
- 2002 Coração de Estudante - Música: "Mas Quem Diria"
- 1999 Vila Madalena - Música: "Eu Quero Ser Feliz"